# Rideback
Rideback (wcześniej Lin Pictures) – amerykańskie przedsiębiorstwo zajmujące się produkcją filmową i telewizyjną, założone w 2007 roku przez producenta Dana Lina, po tym jak odszedł on ze stanowiska wiceprezesa ds. produkcji w Warner Bros. Pictures.
Studio wyprodukowało takie hity, jak m.in. Sherlock Holmes, Sherlock Holmes: Gra cieni, Lego: Przygoda, Lego Batman: Film, To, Aladyn i To – Rozdział 2. Odniosło również sukces w branży telewizyjnej, dzięki produkcji takich serialów, jak m.in. Forever i Zabójcza broń.

## Produkcja filmowa

### Jako Lin Pictures
- Terminator: Ocalenie (Terminator Salvation, 2009; niewymieniony)
- Kamień życzeń – magiczne przygody (Shorts, 2009; niewymieniony)
- Było sobie kłamstwo (The Invention of Lying, 2009; niewymieniony)
- The Box. Pułapka (The Box, 2009; niewymieniony
- Sherlock Holmes (2009; niewymieniony)
- Sherlock Holmes: Gra cieni (Sherlock Holmes: A Game of Shadows, 2011; niewymieniony)
- Gangster Squad. Pogromcy mafii (Gangster Squad, 2013)
- Lego: Przygoda (The Lego Movie, 2014)
- Lego Batman: Film (The Lego Batman Movie, 2017)
- To (It, 2017)
- Lego Ninjago: Film (The Lego Ninjago Movie, 2017)

### Jako Rideback
- Lego: Przygoda 2 (The Lego Movie 2: The Second Part, 2019)
- Aladyn (Aladdin, 2019)
- To – Rozdział 2 (It Chapter Two, 2019)
- Dwóch papieży (The Two Popes, 2019)